# Clément Marot
Clément Marot (ur. 2 grudnia 1495 w Cahors, zm. 12 września 1544 w Turynie) – francuski poeta renesansowy. 

## Życiorys

### Młodość
Był synem chłopki z Gaskonii i Jeana Marota, kupca z Caen, który w 1505 został wyrzucony z cechu, do którego należał i zaczął utrzymywać się z pisania wierszy. Jego poezja zyskała uznanie arystokratki Michelle de Saubonne, która wprowadziła go na dwór królewski. Jean Marot uzyskał protekcję Anny Bretońskiej, a następnie został jednym z ulubionych twórców Ludwika XII. 
Jean Marot wysłał swojego syna początkowo do szkoły w Paryżu, a następnie umieścił go jako pazia na dworze pana na Vileroy Nicolasa de Neufville. Jeszcze jako dziecko Clément zaczął tworzyć pierwsze wiersze, naśladując styl ojca - jednego z Wielkich Retoryków. 

### Poeta dworski
Ok. 1513, będąc dworzaninem, Marot przeszedł w służbę Małgorzaty z Nawarry. Wydawca jego dzieł Nicolas Lenglet-Dufresnoy podejrzewał go o próbę nawiązania z nią romansu. Domysły te nie są jednak w żaden sposób potwierdzone; wiadomo jedynie, że Małgorzata wysoko ceniła talent poetycki Marota. 
Razem z dworem Franciszka I Marot podróżował do Reims i Ardres, królowi zadedykował zbiór wierszy Świątynia Kupidyna oraz Petite Epistre (ok. 1518). Tłumaczył równolegle dzieła autorów antycznych, w tym Wirgiliusza. W ślad za królem brał udział w wojnach włoskich i dostał się do niewoli w bitwie pod Pawią. 
Po powrocie do Francji Marot został oskarżony o obrazę obyczajów i wspieranie reformacji, do czego przyczyniło się jego otwarte wyrażania poglądów sprzecznych ze stanowiskiem katolickich władz kościelnych. W 1525 został uwięziony w Châtelet. W tym okresie stworzył kolejne epigramaty, w których twierdził, że jest niewinny i zwracał się do swoich wpływowych przyjaciół o pomoc. W 1526 został przeniesiony z dotychczasowego więzienia do Chartres, gdzie tylko formalnie pozostawał w więzieniu. Wrażenia z Chatelet zawarł w tym okresie w wierszu Piekło. Ostatecznie wyszedł na wolność dzięki wsparciu biskupa Chartres oraz Lyona Jameta. 
W 1527 ponownie trafił do więzienia po tym, jak wyrwał z rąk łuczników królewskich mężczyznę prowadzonego do więzienia. Opuścił je dzięki protekcji Franciszka I, o którą prosił w osobnym wierszu. W tym samym czasie zakochał się - bez wzajemności w Annie d'Alençon, której poświęcił cykl utrzymanych w duchu petrarkizmu utworów zatytułowanych La Grand Amye. Kolejny cykl poświęcił zmarłej w 1531 Ludwice Sabaudzkiej, którą przedstawił niemal jako świętą. W rok później opublikował Epistre au Roy, par Marot estant malade à Paris.

### Represje przeciw protestantom
Po tzw. „sprawie plakatów” (fr. affaire des placards) i rozpoczęciu oficjalnych działań wymierzonych w protestantów, Marot opuścił dwór królewski. Przebywał kolejno w Bearn i Piemoncie, by w 1536 osiąść w Wenecji. Miał jednak nadzieję na odzyskanie królewskiej protekcji i w cyklu kolejnych wierszy zwracał się do króla i usprawiedliwiał swoje postępowanie, odżegnując się do wszelkich sympatii hugenockich. W czasie pobytu we Włoszech dokonał przekładu biblijnych psalmów na język francuski. Chociaż teolodzy z Sorbony zarzucili jego tłumaczeniu nieścisłości i błędy kanoniczne, jego praca zyskała ogromną popularność zarówno w kręgach katolickich (w tym na dworze królewskim), jak i protestanckich. 
W 1542 król po raz kolejny zwrócił się przeciwko protestantom. Marot, chociaż jego nazwisko nie zostało wymienione dosłownie wśród zagrożonych represjami, wyjechał z Paryża do Sabaudii i zamieszkał czasowo w Chambéry, a następnie w zamku Longefan i na dworze Franciszka de Bellegarde. Kilkakrotnie, bez odzewu, zwracał się do Franciszka I z prośbą o umożliwienie mu powrotu. Chciał dołączyć do armii francuskiej na terenie Piemontu, jednak zmarł w drodze, w Turynie w 1544. Został pochowany w katedrze w Turynie.

## Twórczość
We wczesnej fazie swojej twórczości Marot kontynuował tradycję Wielkich Retoryków, uprawiając gatunki o tradycji średniowiecznej (virelai, rondo, ballada), posługując się grą słowną, alegorią i oryginalnymi porównaniami. Tematyka jego dzieł była ściśle związana z pobytem na dworze – adresował swoje wiersze do króla i członków rodziny królewskiej, nawet pisząc wiersze na błahe tematy starał się zachwycać odbiorcę sprawnością w posługiwaniu się językiem i figurami stylistycznymi. Platoniczne uczucie do Anny d'Alençon było dlań inspiracją do napisania cyklu La grand amye, utrzymanego w duchu petrarkizmu. 
Swoje wczesne utwory zebrał w tomie Młodość Clementa (L’Adolescence clémentine), obejmującą dzieła powstałe od 1532 do 1538.